# Beat Rüedi
Beat Rüedi, švicarski hokejist, * 19. februar 1920, Thusis, Švica, † 29. oktober 2009, Castino, Italija.
Rüedi je bil hokejist kluba HC Ambrì-Piotta v švicarski ligi in švicarske reprezentance, s katero je nastopil na enih olimpijskih igrah, kjer je osvojil bronasto medaljo, in več Svetovnih prvenstvih, na katerih je osvojil tri bronaste medalje.